# Петальи
Петальи (греч. Πεταλιοί) — острова в заливе Петалия Эгейского моря, у села Мармарион на юго-западной оконечности острова Эвбея. Закрывают с юга бухту Мармарион. В группу входит 10 островов. Самый большой остров — Мегалонисос-Петальон. Другие острова — Херсонисион, Трагонисион, Ламберуса. Административно относятся к общине Каристос в периферийной единице Эвбея в периферии Центральная Греция.
Наивысшая точка — гора Пунда на острове Мегалонисос-Петальон высотой 370 м над уровнем моря.
Острова являются частными, закрытыми для посещения, популярным местом летнего отдыха богачей и знаменитостей и называются «греческими Мальдивами» («ελληνικές Μαλδίβες»).

## История
В 1830 году королевство Греция подарило острова российскому императору Николаю в благодарность за вклад в Греческую национально-освободительную революцию 1821–1829 годов. В 1867 году его наследник, император Александр II подарил в качестве приданого острова внучке Николая I, великой княжне Ольге Константиновне, которая вышла замуж за короля Греции Георга. Принц Георг, граф Корфский продал острова в 1915 году семье судовладельца Мариса Эмбирикоса (Εμπειρίκος). Он в свою очередь распродал часть островов судовладельцу Карнезису (Καρνέζης). В 1980-х годах участок на острове Мегалонисос-Петальон купили Клод и Палома — дети Пабло Пикассо и Франсуазы Жило. Пикассо перестроили конюшни Ольги Константиновны в роскошную виллу. Островом Ламберуса по-прежнему владеет семья Мариса Эмбирикоса. В 2016 году Пикассо продали свои владения. С 1960-х годов острова Эмбирикоса посещали различные знаменитости, в том числе Мария Каллас и Аристотель Онассис.